# Златиборский округ
Златиборский округ (серб. Златиборски управни округ) — округ в западной части Сербии, на границе с Боснией и Герцеговиной и Черногорией.

## Административное деление
Территория округа поделена на 10 общин:
- Байина-Башта
- Косьерич
- Ужице
- Пожега
- Чаетина
- Ариле
- Прибой
- Нова Варош
- Приеполе
- Сеница

## Население
На территории округа проживают: 235 650 сербов (82,2 %), 36 907 босняков (12,9 %), 7313 муслиман (2,6 %) и другие народы (2011).